# فرودگاه صحرایی ابرناتی
فرودگاه صحرایی ابرناتی (به انگلیسی: Abernathy Field) یک فرودگاه همگانی بهره‌برداری هوایی است که یک باند فرود آسفالت دارد و طول باند آن ۱۵۲۴ متر است. این فرودگاه در شهر پولاسکی، تنسی کشور ایالات متحده آمریکا قرار دارد و در ارتفاع ۲۰۹ متری از سطح دریا واقع شده‌است.